# Tillie and Gus
Pour plus de détails, voir Fiche technique et Distribution.
Tillie and Gus est un film américain réalisé par Francis Martin, sorti en 1933.

## Synopsis
Phineas Pratt, avocat véreux, veut spolier Mary et Tom Sheridan de l'héritage du père de Mary. Convoqués pour le règlement de la succession, la tante de Mary, Tillie, que l'on croit missionnaire à Shanghaï (mais qui en fait y tient un tripot), et l'ancien mari de celle-ci, Augustus, joueur de cartes professionnel en Alaska et habile tricheur, se retrouvent dans le même train. Ils sont accueillis à leur arrivée par Tom et Mary sur le bateau vermoulu de ceux-ci, unique rescapé de l'héritage. La licence de circulation du bateau risque d'être annulée à la suite de manœuvres de Phineas Pratt. Une course doit être organisée entre le bateau de Pratt et celui de Mary et Tom. Bien sûr, c'est ce dernier qui gagnera. Pratt sera démasqué et la licence conservée. Toute la famille, avec « King », le fils de Tom et Mary, pourra s'installer dans la maison du père de Mary, que Pratt avait accaparée après avoir racheté l'hypothèque qui la grevait.

## Fiche technique
- Titre original : Tillie and Gus
- Titre français : Tillie and Gus
- Réalisation : Francis Martin
- Scénario : Walter DeLeon, Francis Martin, d'après une histoire originale de Rupert Hughes
- Musique :
- Photographie : Benjamin Reynolds
- Montage :
- Direction artistique : Hans Dreier et Harry Oliver
- Décors :
- Production : Paramount
- Pays d'origine : États-Unis
- Format : Noir et blanc
- Genre : Comédie
- Durée : 58 minutes
- Date de sortie : 
  - États-Unis : 13 octobre 1933
  - France :

## Distribution
- W. C. Fields : Augustus Winterbottom
- Alison Skipworth : Tillie Winterbottom
- Baby LeRoy : « le Roi »
- Julie Bishop : Mary Sheridan (comme Jacqueline Wells)
- Phillip Trent : Tom Sheridan (comme Clifford Jones)
- Clarence Wilson : Phineas Pratt
- George Barbier : Capitaine Fogg
- Barton MacLane : Commissaire McLennan
- Edgar Kennedy : le juge
- Robert McKenzie : l'avocat de la défense
- Ivan Linow : « le Suédois »
- Harrington : Maître Williams

Acteurs non crédités
- Ed Brady : un pilier de bar
- Frank Hagney : le président du jury